# Junge Union
Junge Union (kort: JU) är det gemensamma ungdomsförbundet för de tyska kristdemokratiska partierna CDU och CSU. Det är det medlemsstarkaste politiska ungdomsförbundet i Tyskland. Dess nuvarande ordförande är Tilman Kuban.

## Lista över ordförande
- 1947–1948: Bruno Six
- 1948–1949: Alfred Sagner
- 1949–1950: Josef Hermann Dufhues
- 1950–1955: Ernst Majonica
- 1955–1961: Gerhard Stoltenberg
- 1961–1963: Bert Even
- 1963–1969: Egon Klepsch
- 1969–1973: Jürgen Echternach
- 1973–1983: Matthias Wissmann
- 1983–1989: Christoph Böhr
- 1989–1994: Hermann Gröhe
- 1994–1998: Klaus Escher
- 1998–2002: Hildegard Müller
- 2002–2014: Philipp Mißfelder
- 2014–2019: Paul Ziemiak
- 2019–: Tilman Kuban

## Kända medlemmar
- Helmut Kohl
- Günther Oettinger
- Wolfgang Schäuble
- Franz Josef Jung
- Gloria Prinzessin von Thurn und Taxis
- Christian Wulff